# مشهور عبد الله مقبل أحمد الصبري
مشهور بن عبد الله مقبل أحمد الصبري هو مواطن يمني معتقل إداريا في معسكرات اعتقال غوانتانامو الأمريكية في كوبا. رقم المعتقل في معتقل غوانتانامو هو 324. ويقدر محللو المخابرات الأمريكية أن الصبري ولد في عام 1978، في مكة المكرمة، المملكة العربية السعودية.
تم نقله إلى السجون السعودية في 16 أبريل 2016 مع أربعة أخرين.